# Венваудстервал
Венваудстервал (нід. Veenwoudsterwal, фриз. Feanwâldsterwâl) — село в нідерландській провінції Фрисландія. Територія населеного пункту розділена між муніципалітетами Дантюмадел і Тіцьєркстерадел. Його населення станом на 2021 рік складало прибл. 420 осіб.